# Kalyvia (Skiathos)
Kalyvia (griechisch Καλύβια, (n. pl.), dt.: „Hütten“) ist nach dem Hauptort der zweitgrößte Ort auf der Insel Skiathos. Kalyvia wurde 1961 als Siedlung der Gemeinde Skiathos anerkannt, jedoch 1971 aufgehoben und 2001 erneut als Siedlung anerkannt. Kalyia liegt im Inselinnern in unmittelbarer Nähe des Flughafens Alexandros Papadiamantis. Zum Ort gehören die Kirchlein Ekklisia Agios Ioannis Rosos und Agios Georgios. Die nächstgelegenen Strände sind Glyfoneri und Lechouni, zur Bucht Megas Gialos weiter nördlich gibt es keine ausgebauten Straßen.